# کریم الحسن
کریم الحسن (انگلیسی: Karim Alhassan؛ زادهٔ ۳۰ آوریل ۱۹۹۱) بازیکن فوتبال اهل غنا است.
از باشگاه‌هایی که در آن بازی کرده است می‌توان به باشگاه ورزشی آدانا دمیرسپور، باشگاه فوتبال المریخ، باشگاه ورزشی هارتس آف اوک و باشگاه ورزشی زمالک اشاره کرد.
وی همچنین در تیم‌های ملی فوتبال تیم ملی فوتبال زیر ۲۰ سال غنا و غنا بازی کرده است.